# Phrynium hainanense
Phrynium hainanense là một loài thực vật có hoa trong họ Marantaceae. Loài này được T.L.Wu & S.J.Chen miêu tả khoa học đầu tiên năm 1981.